# Peperomia clusiifolia
Espèce
Peperomia clusiifolia est une espèce de plantes à fleurs de la famille des Pipéracées. Originaire d'Amérique tropicale, elle est endémique de Jamaïque.